# Cipriano Cassamá
Cipriano Cassamá   (Bula, 1959) és un polític en Guinea Bissau i un membre de la Partit Africà per la Independència de Guinea i Cap Verd (PAIGC). Va ser Ministre de l'Interior des d'agost de 2008 a gener de 2009.

## Vida i Carrera
Originari de Bula, es va unir al PAIGC en 1973 i estudià agronomia a Algèria en 1985. En 1990 fou nomenat Director general de Boscos i Cacera del Ministeri d'Agricultura i Desenvolupament Rural, i en 1994 Secretari d'Estat de Turisme, Ambient ei Artesanat en el govern liderat per Manuel Saturnino da Costa. Fou nomenat conseller i portaveu del president Nino Vieira durant la guerra civil de Guinea Bissau de 1998-1999. Després que el primer ministre Francisco Fadul comparés Vieira amb Antonio de Oliveira Salazar durant una visita a Portugal el 19 d'abril de 1999, Cassamá criticà Fadul per l'ús de "llenguatge agressiu deliberadament ofensiu". Després de la guerra civil, en què va ser expulsat Vieira, Cassamá va ser detingut juntament amb Conduto de Pina a principis de febrer de 2000 presumptament per incitar a la guerra i donar suport a l'ocupació estrangera. Més tard va ser acusat de malversació de fons, juntament amb altres que havien servit Vieira, però va ser absolt pel Tribunal regional de Bissau a principis de juny de 2003. Posteriorment va exercir com a President del Grup Parlamentari del PAIGC. Encara que el PAIGC va repudiar Vieira, Cassamá estava entre els que va donar la benvinguda de nou a Vieira quan va tornar a Bissau de l'exili el 7 d'abril de 2005.
El 17 de març de 2008 Cassamá va presentar la seva candidatura per ocupar el càrrec de president del PAIGC en el pròxim congrés del partit, dient que podria renovar-lo i unificar-lo. Va ser considerat un dissident dins del partit. Al VII Congrés Ordinari del PAIGC, que es va celebrar a Gabú, Carlos Gomes Júnior fou reelegit com a president del PAIGC entre l'1 i el 2 de juliol de 2008; Cassamá en fou candidat, però només va rebre 61 vots, quedant quart.
Cassamá va ser designat com a Ministre de l'Interior el 9 d'agost de 2008, en el govern del primer ministre Carlos Correia. El seu nomenament com a ministre de l'Interior es considerà particularment important a causa de la responsabilitat del ministeri en el maneig de les eleccions legislatives de novembre de 2008. En aquestes eleccions el PAIGC va obtenir una majoria de 67 de 100 seients a l'Assemblea Nacional Popular, i Cassamá va ser elegit diputat com a candidat del PAIGC en la 10a circumscripció, Safim e Prabis.
Arran d'un presumpte atac d'"elements de la guàrdia presidencial" contra el cap de les Forces Armades, el general Batista Tagme Na Waie el 4 de gener de 2009, Tagme Na Wai va acusar Cassamá d'ordenar l'atac. Un portaveu de la guàrdia presidencial va dir que havia estat un tret accidental de rifle i que no s'havia produït intent d'assassinat. Cassamá no va ser incloure al govern del PAIGC nomenat el 7 de gener de 2009; Lúcio Soares va ser designat per reemplaçar-lo com a ministre de l'Interior.
Després de les eleccions generals de Guinea Bissau de 2014 fou elegit President de l'Assemblea Nacional Popular de Guinea Bissau.